# Rocky (seria)
Rocky – seria filmów o tematyce bokserskiej, których głównym bohaterem jest Rocky Balboa (Sylvester Stallone). W latach 1976–2006 powstało sześć części, które łącznie zarobiły ponad miliard dolarów. Reżyserem pierwszej oraz piątej części był John G. Avildsen, a pozostałych Sylvester Stallone.
7 grudnia 2010 roku Sylvester Stallone za zasługi i wyrazy uznania dla boksu, które oddał w swoich filmach został włączony do International Boxing Hall of Fame and Museum.

## Filmy

### Rocky
Rocky Balboa jest mało znanym bokserem, który walczy w podrzędnych klubach, a w międzyczasie ściąga długi dla gangstera Tony’ego Gazzo. Choć ma w sobie potencjał, często jest obiektem kpin ze strony trenera Mickeya Goldmilla. Podkochuje się też w bardzo nieśmiałej dziewczynie ze sklepu zoologicznego – Adrian, która jest siostrą jego przyjaciela Pauliego Pennino. Pewnego dnia dostaje wielką szansę od losu: mistrz świata wagi ciężkiej – Apollo Creed szuka nikomu nieznanego boksera do walki o tytuł, po tym jak jego przeciwnik Mac Lee Green doznaje kontuzji dłoni. Wybór pada na Rocky’ego, który postanawia wykorzystać swoją szansę i udowodnić wszystkim ile jest wart. Mając wsparcie Adrian oraz trenera Mickeya rozpoczyna serię ciężkich treningów.

### Rocky II
Pomimo przegranej z Apollo Creedem, Rocky zyskuje szacunek i wiarę w to, że jego życie się wreszcie odmieni. Podczas pobytu w szpitalu dowiaduje się, że przy każdym mocniejszym ciosie może stracić wzrok, więc wspólnie z Adrian decyduje, że skończy z boksem. Pewny swojej przyszłości żeni się z nią i zaczyna wydawać pieniądze zarobione podczas walki z Creedem. Niedługo potem okazuje się, że będą mieli dziecko. Chcąc utrzymać rodzinę decyduje się na udział w reklamie, co okazuje się niewypałem, więc rozpoczyna pracę w rzeźni, z której zostaje wkrótce zwolniony z powodu redukcji etatów. Na dodatek Adrian zapada po porodzie w śpiączkę. Tymczasem Apollo Creed walczy z oskarżeniami jakoby jego walka była ustawiona. By dowieść, że to nieprawda ponownie wyzywa Rocky’ego na pojedynek, ale ten nie chce na niego przystać. Jednak, gdy kończą mu się pieniądze postanawia stanąć do walki rewanżowej. Pod okiem trenera Mickeya ponownie rozpoczyna wyczerpujące ćwiczenia. Gdy dochodzi do pojedynku Rocky, w piętnastej rundzie powala Apolla na deski, ale sam też upada. Jednak podnosi się pierwszy i zdobywa tytuł mistrza świata wagi ciężkiej.

### Rocky III
Wygrana z Creedem sprawia, że Rocky zyskuje jeszcze większą sławę i bogactwo. W końcu po kilkukrotnej obronie tytułu decyduje się zakończyć karierę, ale najpoważniejszy pretendent o to miano James „Clubber” Lang publicznie wyzywa go na pojedynek. Przed walką trener Rocky’ego, Mickey dostaje ataku serca, co przekłada się na to, że wygrywa silniejszy i bardziej zdeterminowany Lang. Kiedy Mickey umiera, niespodziewanie z pomocą przychodzi Rocky’emu jego stary rywal Apollo Creed. Przejmuje funkcję trenera i przygotowuje go do walki rewanżowej z Langiem. Uczy go też swoich technik oraz pomaga odzyskać szybkość. Podczas walki Rocky zwycięża w trzeciej rundzie przez nokaut.

### Rocky IV
Po odzyskaniu tytułu mistrza świata wagi ciężkiej, Rocky postanawia spędzić trochę czasu z rodziną. Jednakże z ZSRR przybywa mistrz świata amatorów Ivan Drago, który chce walczyć z Rockym w pokazowej walce. Zamiast niego do pojedynku staje Apollo Creed. Pewny siebie lekceważy przeciwnika, przez co odnosi tak poważne obrażenia, że umiera na ringu. Rocky chcąc pomścić przyjaciela wyzywa Drago na pojedynek, który ma się odbyć w Moskwie. Po przylocie do ZSRR rozpoczyna morderczy trening w syberyjskim mrozie i śniegu. Drago tymczasem przechodzi specjalne ćwiczenia pod okiem ekspertów, którzy wspomagają go sterydami. Podczas walki Rocky z trudem wytrzymuje potężne ciosy przeciwnika, ale mimo to nie chce się poddać. Dodatkowej determinacji dodają mu wiwaty początkowo nieprzychylnej publiczności. Wśród niej jest m.in. ówczesny I sekretarz Komunistycznej Partii Związku Radzieckiego – Michaił Gorbaczow. Ostatecznie Rocky pokonuje Draga kilka sekund przed końcem piętnastej rundy.

### Rocky V
Po walce z Ivanem Drago lekarze diagnozują u Rocky’ego uszkodzenie mózgu, w wyniku czego musi zakończyć swoją karierę. Na dodatek okazuje się, że został bankrutem, gdyż jego księgowy dopuścił się oszustw. Przenosi się więc z rodziną do biednej dzielnicy, w której kiedyś mieszkał. Adrian wraca do pracy w sklepie zoologicznym, a Rocky ponownie otwiera siłownię Mickeya. Trenując młodych bokserów spotyka Tommy’ego Gunna, ambitnego i dobrze zapowiadającego się zawodnika. Chcąc go podszkolić poświęca mu dużo czasu, w wyniku czego cierpią na tym jego relacje z rodziną, a zwłaszcza z synem Robertem. Tymczasem Tommy dzięki kolejnym zwycięstwom szybko zdobywa sławę i zwraca na siebie uwagę bezwzględnego promotora George’a Washingtona Duke’a. Za jego sprawą porzuca Rocky’ego i zdobywa tytuł mistrza wagi ciężkiej. Ponieważ publiczność uważa, że jest nim wciąż Rocky, Tommy postanawia go odszukać i wyzwać na pojedynek. Ten odmawia, gdyż zakończył już karierę, ale kiedy później spotykają się w barze Tommy usiłuje go sprowokować i uderza jego przyjaciela Pauliego. Zdenerwowany Rocky staje z nim do walki na ulicy i po twardym pojedynku zwycięża.

### Rocky Balboa
Szesnaście lat po ulicznej walce ze swoim byłym protegowanym, Rocky nadal mieszka w Filadelfii, gdzie prowadzi restaurację o nazwie „Adrian’s”. Jego żona nie żyje, syn Robert jest już dorosły, ale nie układa się między nimi najlepiej, a Paulie powrócił do pracy w rzeźni. Żyjący wspomnieniami bokser opowiada klientom swojej restauracji dawne walki. Kiedy jednak telewizja ESPN przeprowadza komputerową symulację pojedynku Balboy z aktualnym mistrzem Masonem Dixonem, okazuje się, że zwyciężyłby ten pierwszy. Zdenerwowany tym faktem mistrz, wyzywa Rocky’ego na prawdziwą walkę. Rocky czując, że będzie to ucieczka od przeszłości, przyjmuje wyzwanie. Podczas gdy dla Masona walka jest przedstawieniem, dla Rocky’ego to jak najbardziej poważny pojedynek. Wydarzenie pilnie obserwują media, które zaczynają interesować się wracającym na ring bokserem. Rocky odkrywa, że wciąż jeszcze posiada ducha walki i rozpoczyna serię ciężkich treningów. Ostatecznie po ciężkim i zaciętym pojedynku oraz morderczych dziesięciu rundach, jednym punktem wygrywa Mason.

## Główni bohaterowie
| Postać            | Film               | Film               | Film               | Film                              | Film               | Film                                 | Film |
| Postać            | Rocky              | Rocky II           | Rocky III          | Rocky IV                          | Rocky V            | Rocky Balboa                         |      |
| ----------------- | ------------------ | ------------------ | ------------------ | --------------------------------- | ------------------ | ------------------------------------ | ---- |
| Rocky Balboa      | Sylvester Stallone | Sylvester Stallone | Sylvester Stallone | Sylvester Stallone                | Sylvester Stallone | Sylvester Stallone                   |      |
| Paulie Pennino    | Burt Young         | Burt Young         | Burt Young         | Burt Young                        | Burt Young         | Burt Young                           |      |
| Duke Evers        | Tony Burton        | Tony Burton        | Tony Burton        | Tony Burton                       | Tony Burton        | Tony Burton                          |      |
| Adrian Balboa     | Talia Shire        | Talia Shire        | Talia Shire        | Talia Shire                       | Talia Shire        | Talia Shire                          |      |
| Mickey Goldmill   | Burgess Meredith   | Burgess Meredith   | Burgess Meredith   | Burgess Meredith                  | Burgess Meredith   | Burgess Meredith                     |      |
| Robert Balboa Jr. |                    | Seargeoh Stallone  | Ian Fried          | Rocky Krakoff (Seargeoh Stallone) | Sage Stallone      | Milo Ventimiglia (Seargeoh Stallone) |      |
| Apollo Creed      | Carl Weathers      | Carl Weathers      | Carl Weathers      | Carl Weathers                     | Carl Weathers      |                                      |      |
| Clubber Lang      |                    |                    | Mr. T              | Mr. T                             | Mr. T              | Mr. T                                |      |
| Ivan Drago        |                    |                    |                    | Dolph Lundgren                    | Dolph Lundgren     | Dolph Lundgren                       |      |
| Tommy Gunn        |                    |                    |                    |                                   | Tommy Morrison     |                                      |      |
| Mason Dixon       |                    |                    |                    |                                   |                    | Antonio Tarver                       |      |

Kursywą i szarym kolorem zaznaczono postacie, które pojawiły się w filmie jedynie w retrospekcjach (materiałach filmowych z poprzednich części).

## Box office
| Film         | Premiera (USA)    | Dochody       | Dochody       | Dochody        |
| Film         | Premiera (USA)    | USA           | Na świecie    | Łącznie        |
| ------------ | ----------------- | ------------- | ------------- | -------------- |
| Rocky        | 21 listopada 1976 | 117 235 147 $ | 107 764 853 $ | 225 000 000 $  |
| Rocky II     | 15 czerwca 1979   | 85 182 160 $  | 115 000 000 $ | 200 182 160 $  |
| Rocky III    | 28 maja 1982      | 125 049 125 $ | 144 950 875 $ | 270 000 000 $  |
| Rocky IV     | 27 listopada 1985 | 127 873 716 $ | 172 500 000 $ | 300 373 716 $  |
| Rocky V      | 16 listopada 1990 | 40 946 358 $  | 79 000 000 $  | 119 946 358 $  |
| Rocky Balboa | 20 grudnia 2006   | 70 269 899 $  | 85 450 189 $  | 155 720 088 $  |
| Razem        | Filmy 1–6         | 566 556 405 $ | 559 715 042 $ | $1 271 222 322 |